# Ansichten eines Clowns
Ansichten eines Clowns (en alemany Opinions d'una pallasso) és una pel·lícula alemanya del 1976 dirigida per Vojtěch Jasný. Està basada en la novel·la Opinions d'un pallasso del Premi Nobel de Literatura Heinrich Böll. Fou escollida per representar Alemanya Occidental als Premis Oscar de 1976 en la categoria de millor pel·lícula estrangera, però finalment no fou nominada.

## Sinopsi
Alemanya, 1960. Hans Schnier s'ha guanyat la vida com a pallasso, tot i que en realitat fa un tipus de crític social molt encobert. Després de suportar una infància difícil a Bonn durant la Segona Guerra Mundial, inclòs el fanatisme nazi de la seva mare, es veu consternat per descobrir moltes de les persones que coneix i estima profundament implicades amb l'Església catòlica. És completament allunyat de la seva família i amics, que ara són burgesos o passionalment catòlics (o ambdues coses), després de fer una sèrie d'esforços per entrar en contacte. La seva esposa Maria l'ha abandonat perquè ha decidit que el seu fill comú no rebi educació catòlica i s'ha casat amb un altre home. Mentrestant, ell es degrada i acaba demanant almoina acompanyat d'una guitarra.

## Repartiment
- Helmut Griem - Hans Schnier
- Hanna Schygulla - Marie Derkum
- Gustav Rudolf Sellner - Pare Schnier
- Eva Maria Meineke - Mare Schnier
- Hans Christian Blech - Pare Derkum
- Alexander May - Prälat Sommerwild
- Jan Niklas - Leo, germà de Hans
- Helga Anders - Sabine

## Premis
Va rebre la Conquilla de Plata al Festival Internacional de Cinema de Sant Sebastià 1976.